# Llista de ciutats i pobles a Islàndia

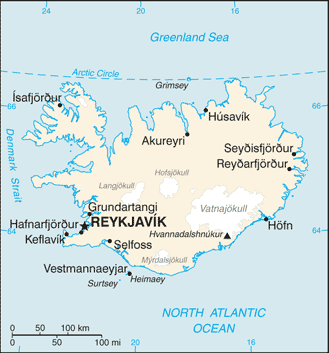
Mapa d'Islàndia.

Aquesta és una llista de ciutats i pobles d'Islàndia. Algunes de les ciutats i pobles més grans d'Islàndia són també municipis autònoms, la geografia i la població dels quals, per tant. són iguals. No obstant això, la majoria de municipis d'Islàndia, que són zones administratives semiautònomes, contenen diversos pobles o ciutats diferents, la població de cadascun dels quals contribueix a la del seu respectiu municipi.
A més de les moltes ciutats independents d'Islàndia, aquest article inclou les ciutats i pobles els municipis dels quals consisteixen en una ciutat autònoma del mateix nom, com ara Hafnarfjörður i Akranes. Els municipis que no són també ciutats o pobles, com ara Árborg, no s'inclouen aquí, però els seus pobles i ciutats que el formen hi són. Per a Arborg, Árborg, aquestes són Selfoss, Eyrarbakki i Stokkseyri.
Per obtenir més informació sobre les divisions administratives d'Islàndia, vegeu "divisions" de la caixa d'informació "Islàndia" en aquesta pàgina.

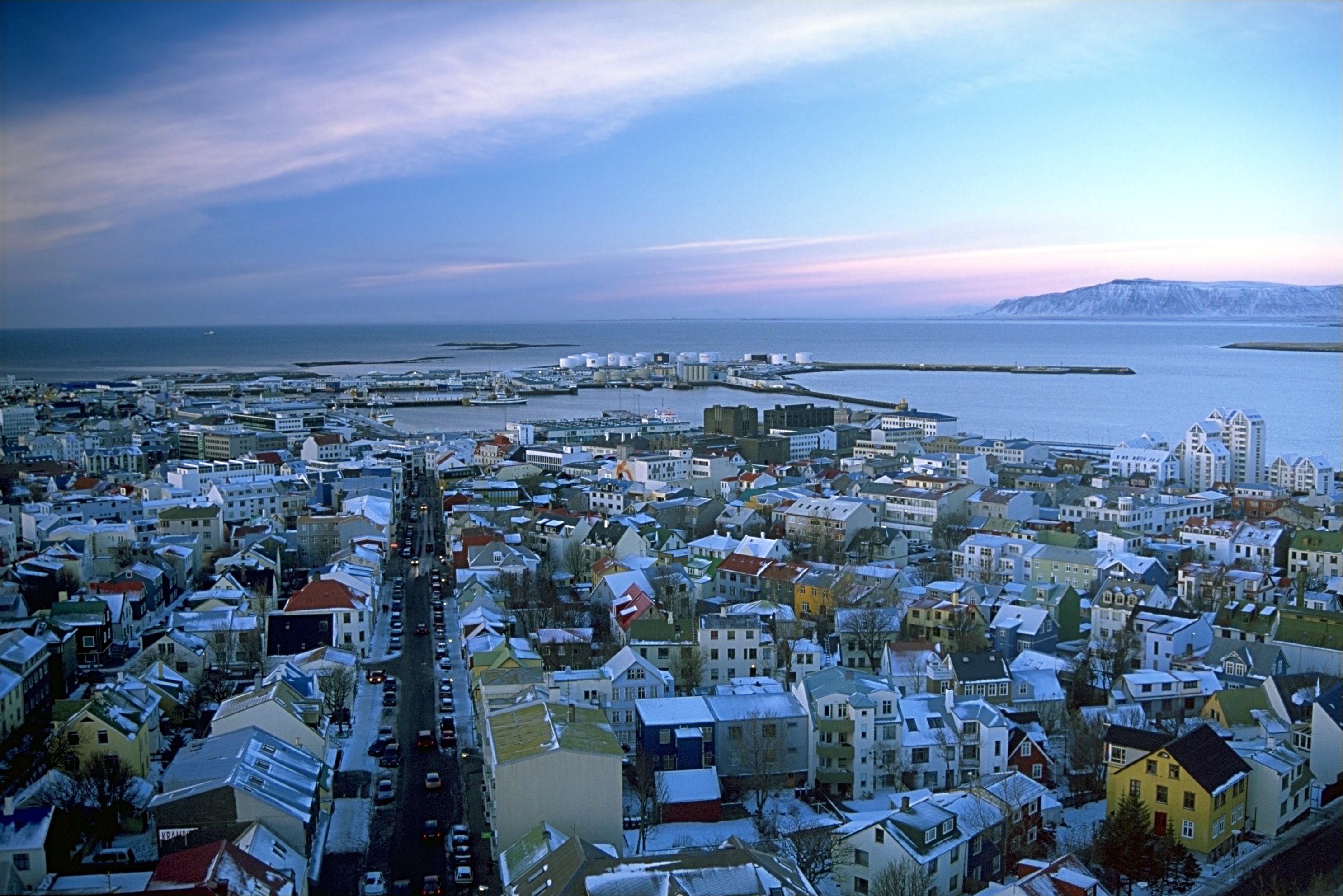
Reykjavík, la capital d'Islàndia.

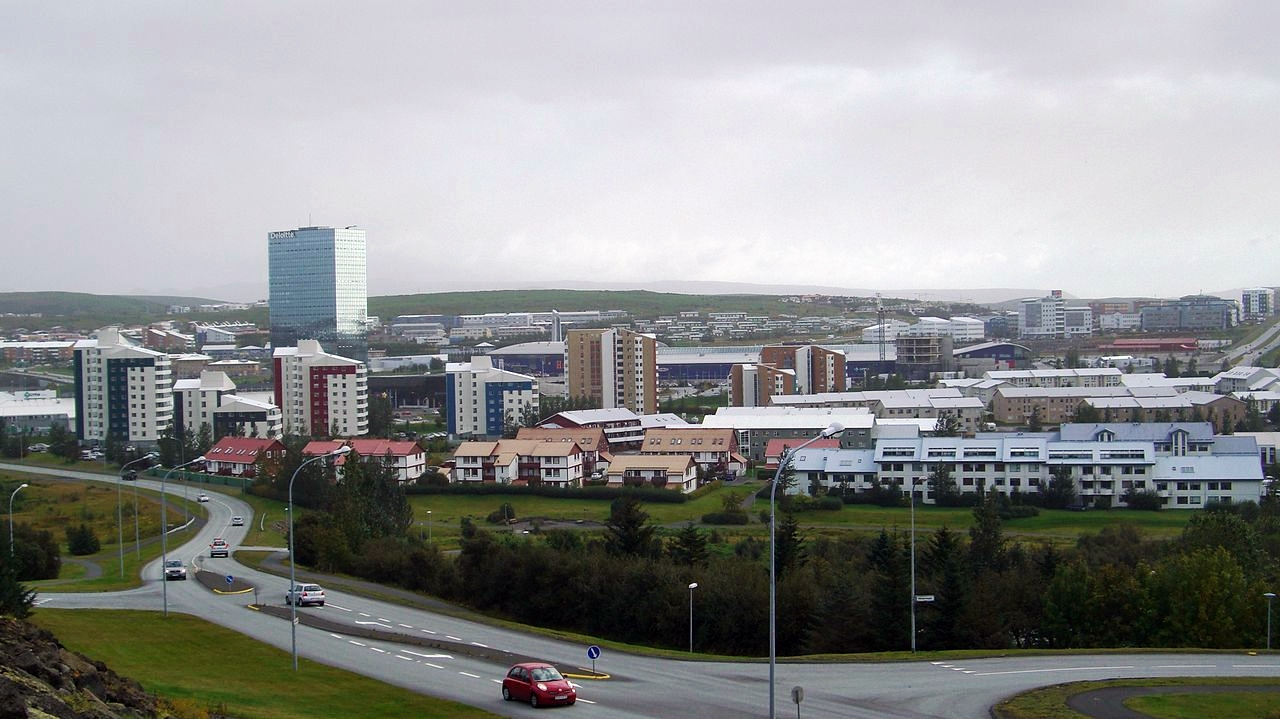
Kópavogur.

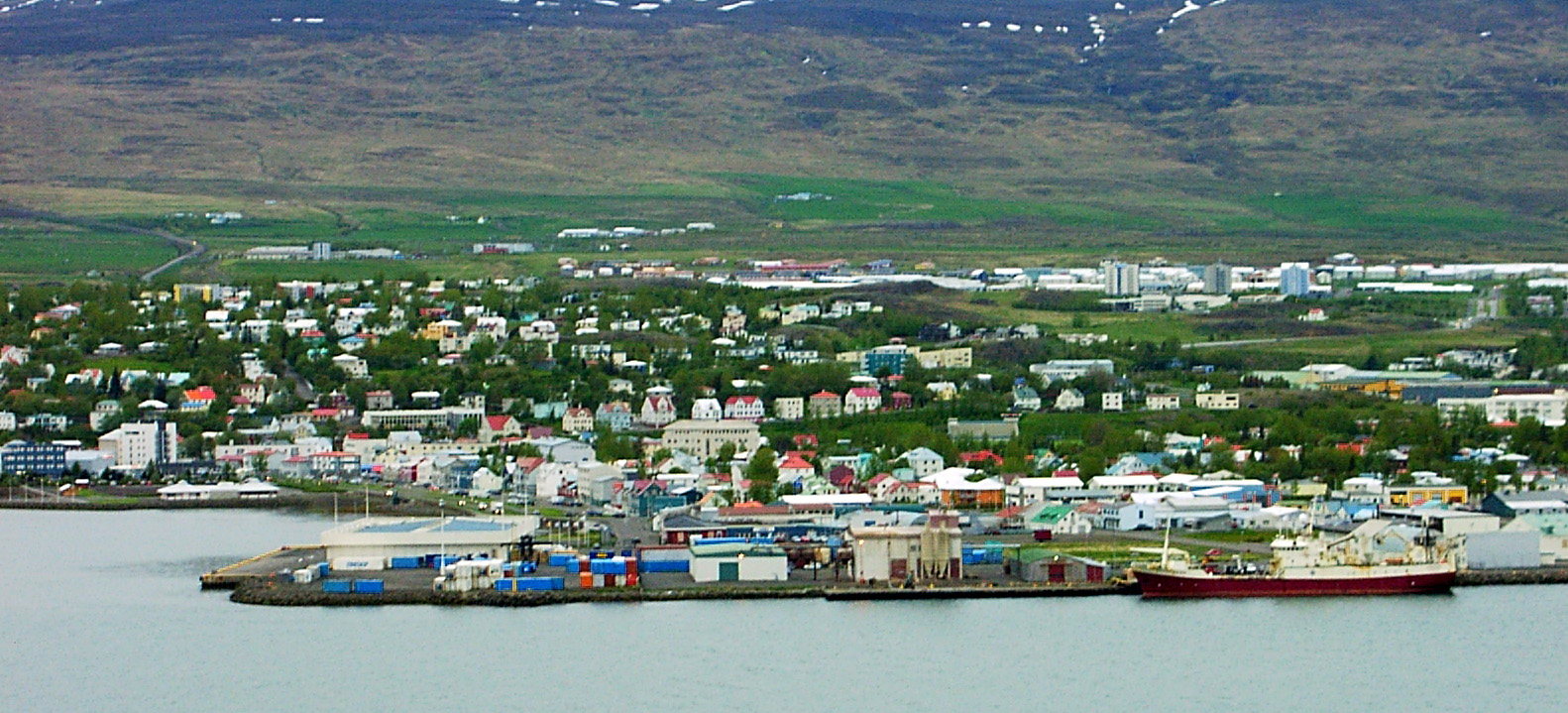
Akureyri.

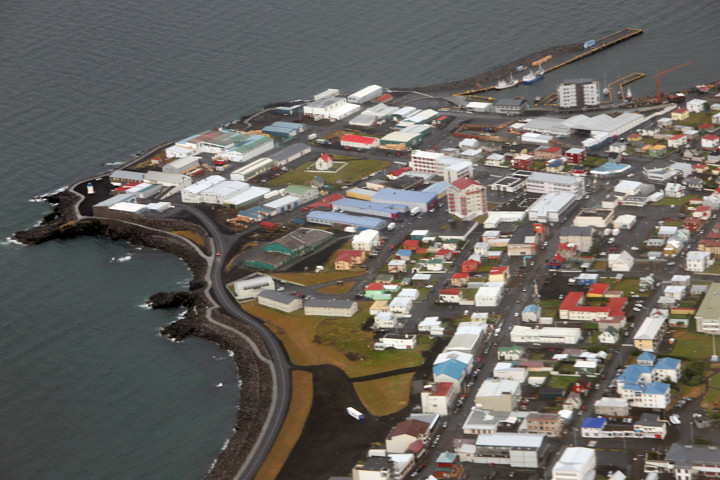
Keflavik.

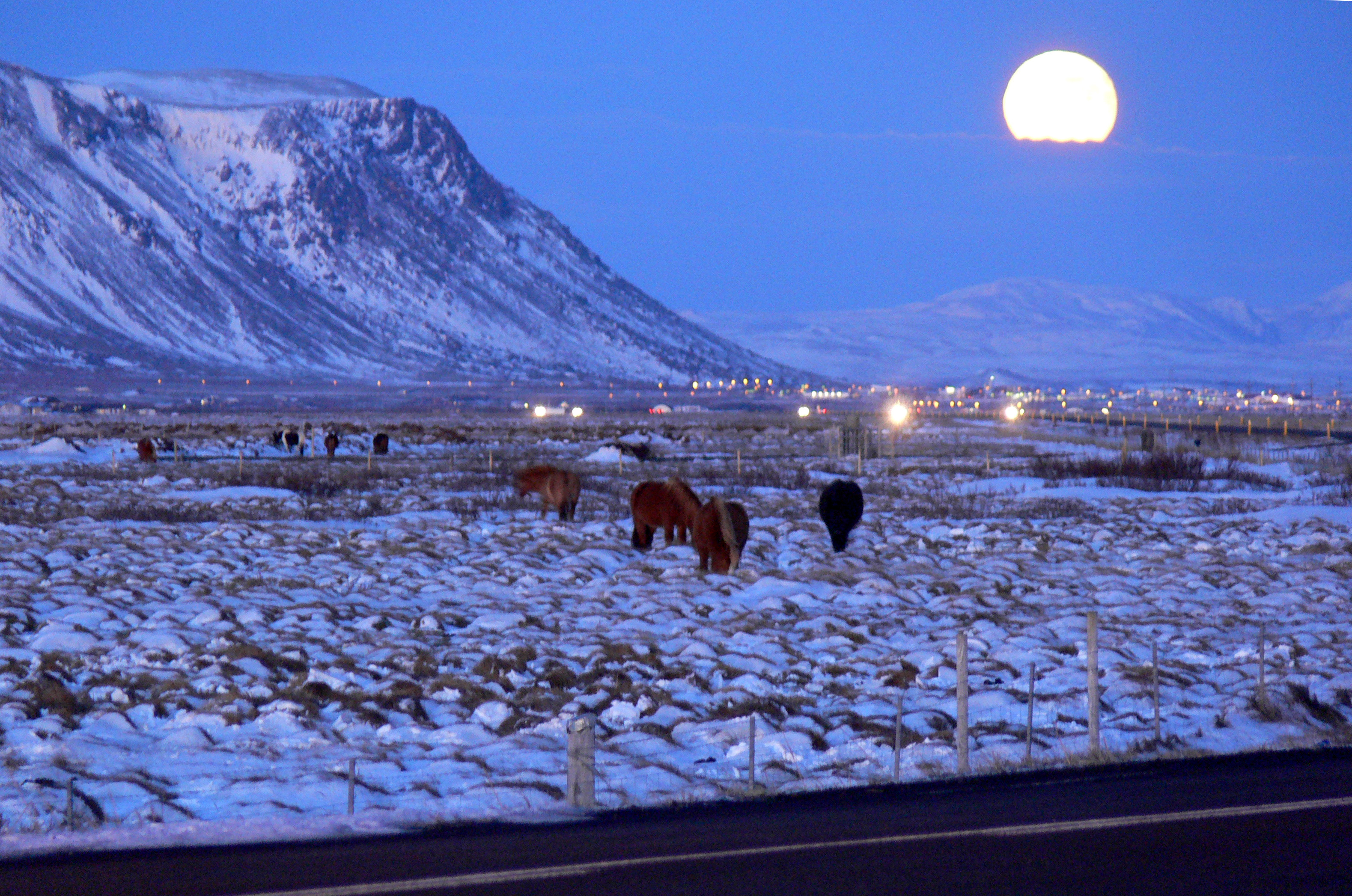
Selfoss.

## Més de 1.000 habitants
| Posició | Ciutat         | Població | Circumscripció                                       | Regió             | Comtat                  |
| ------- | -------------- | -------- | ---------------------------------------------------- | ----------------- | ----------------------- |
| 1       | Reykjavík      | 119.108  | Reykjavíkurkjördæmi Norður Reykjavíkurkjördæmi Suður | Höfuðborgarsvæðið | Gullbringusýsla         |
| 2       | Kópavogur      | 30.799   | Suðvesturkjördæmi                                    | Höfuðborgarsvæðið | Kjósarsýsla             |
| 3       | Hafnarfjörður  | 26.099   | Suðvesturkjördæmi                                    | Höfuðborgarsvæðið | Gullbringusýsla         |
| 4       | Akureyri       | 17.754   | Norðausturkjördæmi                                   | Norðurland eystra | Eyjafjarðarsýsla        |
| 5       | Keflavík       | 14.000   | Suðurkjördæmi                                        | Suðurnes          | Gullbringusýsla         |
| 6       | Garðabær       | 10.909   | Suðvesturkjördæmi                                    | Höfuðborgarsvæðið | Kjósarsýsla             |
| 7       | Mosfellsbær    | 8.886    | Suðvesturkjördæmi                                    | Höfuðborgarsvæðið | Kjósarsýsla             |
| 8       | Akranes        | 6.623    | Norðvesturkjördæmi                                   | Vesturland        | Borgarfjarðarsýsla      |
| 9       | Selfoss        | 6.512    | Suðurkjördæmi                                        | Suðurland         | Árnessýsla              |
| 10      | Njarðvík       | 4.400    | Suðurkjördæmi                                        | Suðurnes          | Gullbringusýsla         |
| 11      | Seltjarnarnes  | 4.320    | Suðvesturkjördæmi                                    | Höfuðborgarsvæðið | Kjósarsýsla             |
| 12      | Vestmannaeyjar | 4.142    | Suðurkjördæmi                                        | Suðurland         | Vestmannaeyjar          |
| 13      | Grindavík      | 2.821    | Suðurkjördæmi                                        | Suðurnes          | Gullbringusýsla         |
| 14      | Sauðárkrókur   | 2.635    | Norðvesturkjördæmi                                   | Norðurland vestra | Skagafjarðarsýsla       |
| 15      | Ísafjörður     | 2.600    | Norðvesturkjördæmi                                   | Vestfirðir        | Norður-Ísafjarðarsýsla  |
| 16      | Álftanes       | 2.484    | Suðvesturkjördæmi                                    | Höfuðborgarsvæðið | Gullbringusýsla         |
| 17      | Hveragerði     | 2.316    | Suðurkjördæmi                                        | Suðurland         | Árnessýsla              |
| 18      | Egilsstaðir    | 2.257    | Norðausturkjördæmi                                   | Austurland        | Norður-Múlasýsla        |
| 19      | Húsavík        | 2.237    | Norðausturkjördæmi                                   | Norðurland eystra | Norður-Þingeyjarsýsla   |
| 20      | Borgarnes      | 1.763    | Norðvesturkjördæmi                                   | Vesturland        | Mýrasýsla               |
| 21      | Sandgerði      | 1.683    | Suðurkjördæmi                                        | Suðurnes          | Gullbringusýsla         |
| 22      | Höfn           | 1.641    | Suðurkjördæmi                                        | Austurland        | Austur-Skaftafellssýsla |
| 23      | Þorlákshöfn    | 1.533    | Suðurkjördæmi                                        | Suðurland         | Árnessýsla              |
| 24      | Dalvík         | 1.454    | Norðausturkjördæmi                                   | Norðurland eystra | Eyjafjarðarsýsla        |
| 25      | Garður         | 1.452    | Suðurkjördæmi                                        | Suðurnes          | Gullbringusýsla         |
| 26      | Neskaupstaður  | 1.437    | Norðausturkjördæmi                                   | Austurland        | Suður-Múlasýsla         |
| 27      | Siglufjörður   | 1.206    | Norðausturkjördæmi                                   | Norðurland eystra | Eyjafjarðarsýsla        |
| 28      | Reyðarfjörður  | 1.102    | Norðausturkjördæmi                                   | Austurland        | Suður-Múlasýsla         |
| 29      | Vogar          | 1.161    | Suðurkjördæmi                                        | Suðurnes          | Gullbringusýsla         |
| 30      | Stykkishólmur  | 1.100    | Norðvesturkjördæmi                                   | Vesturland        | Snæfellsnes             |
| 31      | Eskifjörður    | 1.043    | Norðausturkjördæmi                                   | Austurland        | Suður-Múlasýsla         |
| 32      | Ólafsvík       | 1.010    | Norðvesturkjördæmi                                   | Vesturland        | Snæfellsnes             |

## Menys de 1.000 habitants
- Árbæjarhverfi í Ölfusi - 54
- Bakkafjörður - 78
- Bifröst - 246
- Bíldudalur - 170
- Blönduós - 813
- Bolungarvík - 894
- Borg í Grímsnesi - 75
- Borgarfjörður eystri - 86
- Brautarholt á Skeiðum - 54
- Breiðdalsvík - 130
- Brúnahlíð í Eyjafirði - 62
- Búðardalur - 252
- Byggðakjarni í Mosfellsdal - 203
- Byggðakjarni í Þykkvabæ - 53
- Djúpivogur - 348
- Drangsnes - 69
- Eyrarbakki - 531
- Fáskrúðsfjörður - 654
- Fellabær - 403
- Flateyri - 199
- Flúðanar - 420
- Grenivík - 278
- Grímsey - 76
- Grundarfjörður - 852
- Grundarhverfi á Kjalarnesi - 528
- Hafnir - 76
- Hauganes - 105
- Hella - 784
- Hellissandur - 389
- Hnífsdalur - 216
- Hofsós (Hafsós) - 181
- Hólar í Hjaltadal - 78
- Hólmavík - 391
- Hrafnagil - 263
- Hrísey - 171
- Hvammstangi - 546
- Hvanneyri - 251
- Hvolsvöllur - 902
- Innnes - 56
- Kirkjubæjarklaustur - 119
- Kleppjárnsreykir - 51
- Kópasker - 122
- Kristnes - 56
- Laugar - 111
- Laugarás - 106
- Laugarbakki - 48
- Laugarvatn - 147
- Litli-Árskógssandur - 112
- Lónsbakki - 104
- Melahverfi í Hvalfirði - 115
- Nesjahverfi í Hornafirði - 71
- Ólafsfjörður - 790
- Patreksfjörður - 651
- Raufarhöfn - 169
- Reykhólar - 133
- Reykholt í Biskupstungum - 206
- Reykjahlíð - 153
- Rif - 163
- Seyðisfjörður - 658
- Skagaströnd - 501
- Sólheimar í Grímsnesi - 95
- Stöðvarfjörður - 189
- Stokkseyri - 465
- Súðavík - 145
- El seuðureyri - 264
- Svalbarðseyri - 271
- Tálknafjörður - 275
- Þingeyri - 262
- Þórshöfn - 379
- Tjarnabyggð - 81
- Varmahlíð - 128
- Vík í Mýrdal - 276
- Vopnafjörður - 543